# Mike Tobey
Michael Edward Tobey, detto Mike (Monroe, 10 ottobre 1994), è un cestista statunitense naturalizzato sloveno.

## Carriera
Con la Slovenia ha disputato i Giochi olimpici di Tokyo 2020 e i Campionati europei del 2022.

## Statistiche

### College
| Anno      | Squadra            | PG  | PT | MP   | TC%  | 3P%  | TL%  | RP  | AP  | PRP | SP  | PP  |
| --------- | ------------------ | --- | -- | ---- | ---- | ---- | ---- | --- | --- | --- | --- | --- |
| 2012-2013 | Virginia Cavaliers | 30  | 2  | 13,9 | 53,0 | 60,0 | 79,4 | 2,9 | 0,4 | 0,1 | 0,6 | 6,8 |
| 2013-2014 | Virginia Cavaliers | 37  | 28 | 18,1 | 48,1 | 33,3 | 67,9 | 3,8 | 0,3 | 0,2 | 1,1 | 6,4 |
| 2014-2015 | Virginia Cavaliers | 34  | 11 | 17,1 | 51,4 | 0,0  | 74,6 | 5,1 | 0,4 | 0,3 | 0,6 | 6,9 |
| 2015-2016 | Virginia Cavaliers | 37  | 7  | 15,7 | 60,1 | 20,0 | 62,0 | 4,4 | 0,4 | 0,3 | 0,6 | 7,3 |
| Carriera  | Carriera           | 138 | 48 | 16,3 | 53,1 | 31,6 | 70,4 | 4,0 | 0,4 | 0,2 | 0,7 | 6,8 |

### NBA

#### Regular Season
| Anno      | Squadra           | PG | PT | MP   | TC%  | 3P% | TL% | RP  | AP  | PRP | SP  | PP  |
| --------- | ----------------- | -- | -- | ---- | ---- | --- | --- | --- | --- | --- | --- | --- |
| 2016-2017 | Charlotte Hornets | 2  | 0  | 12,5 | 25,0 | -   | -   | 1,5 | 0,5 | 0,0 | 0,0 | 1,0 |
| Carriera  | Carriera          | 2  | 0  | 12,5 | 25,0 | -   | -   | 1,5 | 0,5 | 0,0 | 0,0 | 1,0 |

### Eurolega
| Anno      | Squadra      | PG  | PT | MP   | TC%  | 3P%  | TL%  | RP  | AP  | PRP | SP  | PP  |
| --------- | ------------ | --- | -- | ---- | ---- | ---- | ---- | --- | --- | --- | --- | --- |
| 2019-2020 | Valencia     | 21  | 2  | 15,3 | 51,6 | 30,8 | 71,1 | 4,3 | 0,6 | 0,5 | 0,5 | 8,1 |
| 2020-2021 | Valencia     | 33  | 9  | 18,7 | 60,7 | 39,6 | 81,4 | 5,0 | 0,8 | 0,4 | 0,4 | 9,6 |
| 2022-2023 | Barcellona   | 31  | 12 | 13,9 | 56,2 | 41,2 | 100  | 2,9 | 0,5 | 0,2 | 0,2 | 5,9 |
| 2023-2024 | Stella Rossa | 30  | 2  | 10,9 | 40,2 | 26,7 | 61,5 | 2,3 | 0,3 | 0,2 | 0,4 | 3,7 |
| Carriera  | Carriera     | 115 | 25 | 14,8 | 53,8 | 35,6 | 76,5 | 3,6 | 0,6 | 0,3 | 0,4 | 6,8 |

## Palmarès

### Squadra

#### Competizioni nazionali
- Campionato spagnolo: 2

Valencia: 2016-2017
Barcellona: 2022-2023
- Liga catalana: 1

Barcellona: 2022
- Campionato serbo: 1

Stella Rossa: 2023-2024
- Coppa di Serbia: 1

Stella Rossa: 2024

#### Competizioni internazionali
- Coppa Intercontinentale: 1

CB Canarias: 2017
- Eurocup: 1

Valencia: 2018-19
- Lega Adriatica: 1

Stella Rossa: 2023-24

### Individuale
- MVP Coppa Intercontinentale:1

Canarias: 2017